# Sedum litoreum
Sedum litoreum là một loài thực vật có hoa trong họ Crassulaceae. Loài này được Guss. miêu tả khoa học đầu tiên năm 1826.